# Karakoyunlu
Karakoyunlu est une ville et un district de la province d'Iğdır dans la région de l'Anatolie orientale en Turquie.